# Герб Карачаево-Черкесии
Герб Карачаево-Черкесской Республики является государственным символом Республики Карачаево-Черкесия. Принят Парламентом Республики 3 февраля 1994 года.

## Описание и символика
Государственный герб Карачаево-Черкесской Республики представляет собой круглую геральдическую форму (щит). В золотом поле поверх лазоревого (синего, голубого) шара (круга) серебряная гора о двух вершинах (Эльбрус), вписанная по краям, а в оконечности отвлеченная и вогнутая в лазури. Щит окружен лазоревым кольцом, накрытым сверху серебряным безантом с золотой каймой (Солнцем), а внизу золотой чашей (без подставки), и обрамленным по краям зелеными, окаймленными золотом ветвями рододендрона с тремя серебряными цветками на каждой из ветвей.

### Толкование символов
В цветном изображении Государственный герб Карачаево-Черкесской Республики выглядит следующим образом:
- Фон жёлтый — символизирующий солнечную Карачаево-Черкесию;
- Эльбрус — белого цвета означает вечность, силу, величие; Эльбрус расположен в синем круге;
- Синий цвет означает вечное небо и чистые воды;
- Внизу золотая чаша, символизирующая гостеприимство;